# Tracey Martin

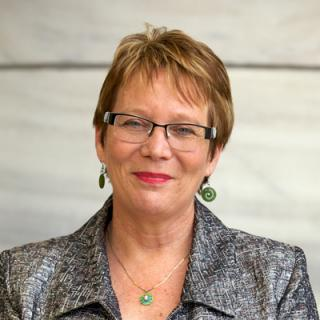
Tracey Martin (2017)

Tracey Anne Martin, in der Öffentlichkeit als Tracey Martin bekannt, (* 1. Juli 1964 in Levin, Neuseeland) ist eine ehemalige Politikerin der Partei New Zealand First.

## Leben
Tracey Anne Martin wurde am 1. Juli 1964 in Levin, Neuseeland geboren. Sie lebte zunächst in Warkworth und zog dann später mit ihrem Mann nach Martinborough, wo ihr Mann am Dry River Wein anbaute.

## Berufliche Tätigkeit
Martin arbeitete zunächst als Kreditprüferin in einer Anwaltskanzlei und gab 1995 ihre Tätigkeit dort auf, um sich der Familie zu widmen. Während der folgenden 15 Jahre war sie in verschiedenen Verwaltungs- und Fundraising-Ausschüssen des Helensville Playcentre, des Mahurangi-Kindergartens, der Warkworth-Grundschule und des Mahurangi College aktiv und wurde im Jahr 2004 in das Kuratorium der Warkworth-Grundschule gewählt. 2007 folgte die Wahl in das Kuratorium des Mahurangi College und 2009 die Wahl zur Vorsitzenden des Verwaltungsrats des College.

## Politische Karriere
Martins Mutter war Secretary der Partei New Zealand First und Martin ebenfalls seit länger Zeit vor ihrer Rolle als Mitglied des Parlamentes in der Partei aktiv. Martin war Mitglied der Partei seit 1993 und ab 1008 für einige Zeit Vorstandsmitglied. Im November des Jahres 2011 trat Martin für den Wahlkreis Warkworth zur General Election an, konnte aber einen Sitz im New Zealand Parliament nur über die Liste ihrer Partei gewinnen, die insgesamt acht Sitze gewann.
Im Oktober 2014 wurde Martin zur stellvertretenden Parteivorsitzenden gewählt, ein Amt, dass sie aber nur neun Monate innehatte.
Als Labour unter der Führung von Jacinda Ardern die Parlamentswahl 2017 gewann, holte sie Martin für folgende Ministerposten in ihre Regierung:
| Minister                        | vom              | bis              |
| ------------------------------- | ---------------- | ---------------- |
| Minister for Children           | 26. Oktober 2017 | 6. November 2020 |
| Minister of Internal Affairs    | 26. Oktober 2017 | 6. November 2020 |
| Associate Minister of Education | 26. Oktober 2017 | 6. November 2020 |
| Associate Minister for Seniors  | 26. Oktober 2017 | 6. November 2020 |

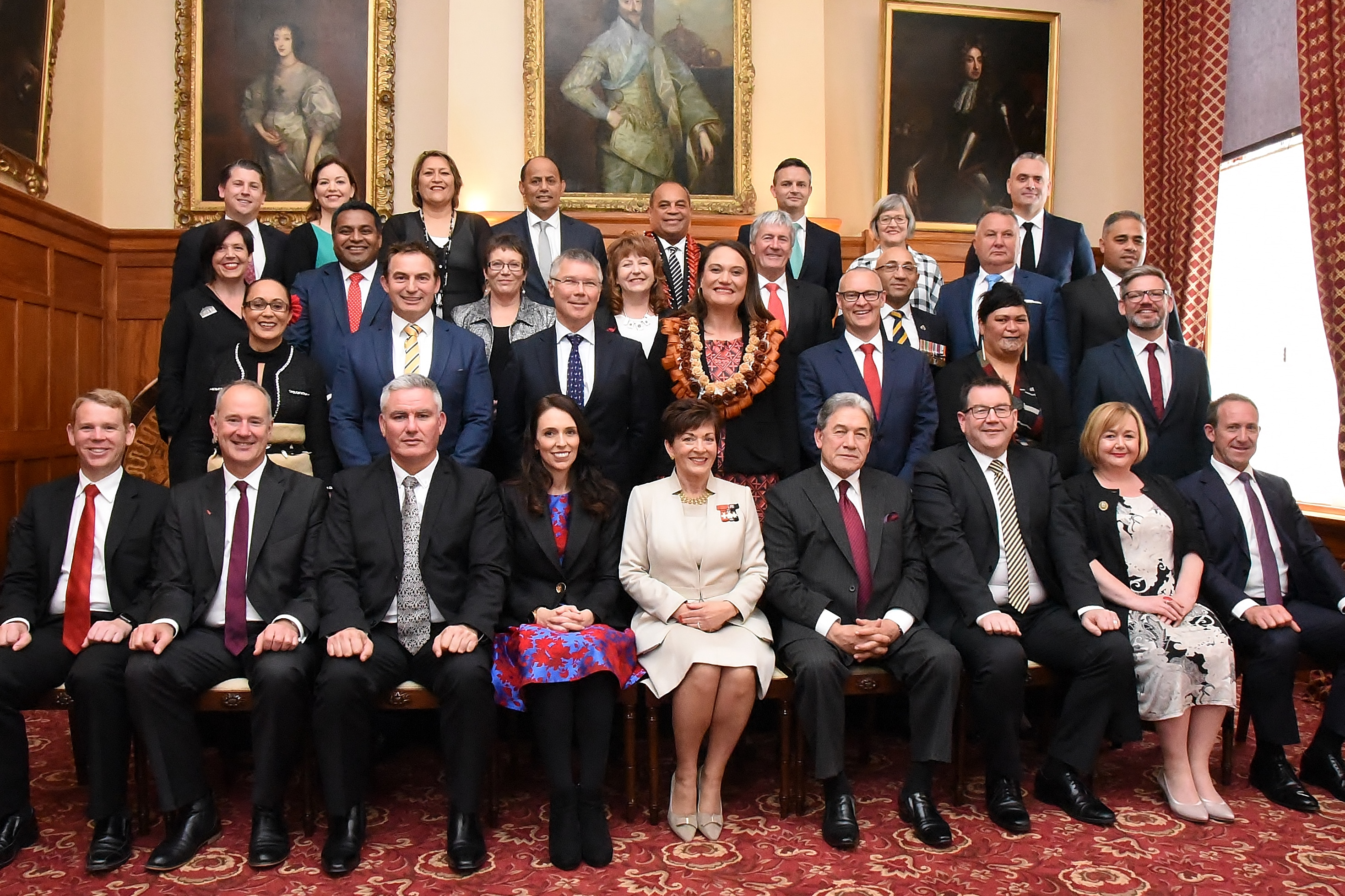
Tracey Martin (2017)
3. von links in der dritten Reihe

Nachdem New Zealand First den Wiedereinzug ins Parlament im Jahr 2020 verpasst hatte, gab Martin in einem Interview mit 1news von Television New Zealand im März 2022 bekannt, dass sie froh über den verpassten Einzug war, sonst hätte sie die Partei wohl sofort verlassen müssen. Des Weiteren äußerte sie, dass sie der New Zealand Labour Party näher stehen würde als viele ihrer Parteikollegen. Doch im Januar 2021 trat Martin aus der Partei aus, übernahm danach den Posten eines Vorstandsmitglieds von Waka Kotahi, der NZ Transport Agency, ist Vorsitzende der New Zealand Qualifications Authority (NZQA) und leitete die Arbeitsgruppe für öffentliche Medien. In ihrer Freizeit schreibt sie an einem Liebesroman.

## Familie
Martin ist verheiratet und hat drei Kinder.